# Walsh (Familienname)
Walsh ist ein englischer Familienname

## Namensträger

### A
- Aidan Walsh (* 1997), nordirischer Boxer
- Aisling Walsh (* 1958), irische Filmregisseurin
- Alan Walsh (Physiker) (1916–1998), britischer Physiker
- Alan Walsh (Fußballspieler) (* 1956), englischer Fußballspieler
- Alexandra Walsh (* 2001), US-amerikanische Schwimmerin
- Allan Walsh (Politiker) (* 1940), australischer Politiker
- Allan B. Walsh (1874–1953), US-amerikanischer Politiker
- Amy Walsh (* 1977), kanadische Fußballspielerin
- Arthur Walsh (1896–1947), US-amerikanischer Politiker
- Arthur Donald Walsh (1916–1977), britischer Chemiker

### B
- Benjamin Dann Walsh (1808–1869), US-amerikanischer Entomologe
- Bill Walsh (Fußballspieler) (1909–1965), englischer Fußballspieler
- Bill Walsh (Produzent) (1913–1975), US-amerikanischer Filmproduzent, Drehbuch- und Comicautor
- Bill Walsh (Footballspieler) (1927–2012), US-amerikanischer American-Football-Spieler
- Bill Walsh (Footballtrainer) (1931–2007), US-amerikanischer American-Football-Trainer
- Billy Walsh (Fußballspieler, 1898) (William Walsh; 1898–??), englischer Fußballspieler
- Billy Walsh (Fußballspieler, 1921) (William Walsh; 1921–2006), irischer Fußballspieler und -trainer
- Billy Walsh (Fußballspieler, 1923) (William Walsh; 1923–2014), englischer Fußballspieler
- Billy Walsh (Boxer) (William Thomas Walsh; * 1963), irischer Boxer
- Billy Walsh (Fußballspieler, 1975) (William Walsh; * 1975), US-amerikanischer Fußballspieler
- Billy Walsh (Komponist) (William Thomas Walsh), kanadischer Komponist
- Blair Walsh (* 1990), US-amerikanischer American-Football-Spieler
- Bob Walsh (1947–2016), kanadischer Bluesmusiker
- Bradley Walsh (* 1960), britischer Fernseh- und Filmschauspieler, Moderator und Fußballspieler
- Brett Walsh (* 1994), kanadischer Volleyballspieler
- Brian Walsh (Richter) (1918–1998), irischer Jurist, Richter am Europäischen Gerichtshof für Menschenrechte
- Brian Walsh (Fußballspieler) (1932–2001), britischer Fußballspieler
- Brian Walsh (Eishockeyspieler) (* 1954), US-amerikanischer Eishockeyspieler
- Brian Walsh (Politiker) (* 1972), irischer Politiker der Fine Gael, Bürgermeister von Galway
- Brian Walsh (Musiker) (* 1978), US-amerikanischer Klarinettist
- Brigid Walsh (* 1972), US-amerikanische Schauspielerin

### C
- Campbell Walsh (* 1977), britischer Kanute
- Catherine Walsh (* 1970), irische Schauspielerin
- Charlie Walsh (* 1941), australischer Radsporttrainer
- Chavaughn Walsh (* 1987), antiguanischer Leichtathlet
- Christopher Walsh (Basketballspieler) (1920–1985), irischer Basketballspieler
- Christopher A. Walsh (* 1957), US-amerikanischer Neurowissenschaftler
- Christopher T. Walsh (1944–2023), US-amerikanischer Biochemiker
- Christy Walsh (1891–1955), US-amerikanischer Baseball-Sportagent
- Cindy Walsh (* 1979), kanadische Fußballspielerin
- Colin Walsh (Organist) (* 1955), englischer Organist
- Colin Walsh (Fußballspieler) (* 1962), schottischer Fußballspieler
- Con Walsh (1881–1942), kanadischer Hammerwerfer
- Courtney Walsh (* 1962), jamaikanischer Cricketspieler
- Craig Walsh (Installationskünstler), australischer Installationskünstler
- Craig Walsh (Komponist) (* 1971), US-amerikanischer Komponist
- Craig Walsh-Wrightson, neuseeländischer Schauspieler, Synchronsprecher und Moderator

### D
- Daniel Walsh (Ruderer) (* 1979), US-amerikanischer Ruderer
- Daniel Francis Walsh (* 1937), US-amerikanischer Geistlicher, Bischof von Santa Rosa
- Darren Walsh (* 1989), britischer Tennisspieler
- David Walsh (Bergbauunternehmer) (1945–1998), kanadischer Geschäftsmann
- David Walsh (Autor) (* 1949), US-amerikanischer Filmkritiker und politischer Autor
- David Walsh (Journalist) (* 1955), irischer Sportreporter
- David Walsh (Kunstsammler) (* 1961), tasmanischer Geschäftsmann
- David Walsh (Badminton) (* 1994), irischer Badmintonspieler
- David I. Walsh (1872–1947), US-amerikanischer Politiker
- David M. Walsh (* 1931), US-amerikanischer Kameramann
- Dean Walsh (* 1994), irischer Boxer
- Dearbhla Walsh, irische Fernsehregisseurin und Emmypreisträgerin
- Denise Walsh (* 1992), irische Ruderin
- Dennis Walsh (* 1965), US-amerikanischer Geistlicher, Bischof von Davenport
- Derek Walsh (* 1967), schottischer Fußballspieler
- Diego Walsh (* 1979), brasilianisch-amerikanischer Fußballspieler
- Dominic Walsh (* 1989), deutsch-englischer Eishockeyspieler
- Doc Walsh (1901–1967), US-amerikanischer Country-Musiker
- Don Walsh (1931–2023), US-amerikanischer Ozeanograf
- Donald Walsh (* 1941), US-amerikanischer Basketballspieler und -trainer, siehe Donnie Walsh
- Donald Walsh (* 1948), irischer Leichtathlet, siehe Donie Walsh
- Donald D. Walsh (1903–1980), US-amerikanischer Didaktiker, Übersetzer, Romanist und Hispanist
- Dylan Walsh (* 1963), US-amerikanischer Schauspieler

### E
- Eamonn Walsh (Politiker) (1945–2025), irischer Politiker
- Eamonn Oliver Walsh (* 1944), irischer Geistlicher, Weihbischof in Dublin
- Ed Walsh (1881–1959), US-amerikanischer Baseballspieler
- Edmund Aloysius Walsh (1885–1956), US-amerikanischer Ordensgeistlicher, Geopolitiker und Hochschullehrer
- Eileen Walsh (* 1977), irische Schauspielerin
- Ellard A. Walsh (1887–1975), US-amerikanischer Generalmajor
- Emmet Michael Walsh (1892–1968), US-amerikanischer Geistlicher, Bischof von Youngstown
- Enda Walsh (* 1967), irischer Dramatiker und Hörspielautor
- Evalyn Walsh McLean (1886–1947), US-amerikanische Diamanten-Besitzerin

### F
- Ferdia Walsh-Peelo (* 1999), irischer Schauspieler und Musiker
- Fran Walsh (* 1959), neuseeländische Drehbuchautorin
- Frank Walsh (1897–1968), australischer Politiker (Labor Party), Premierminister von South Australia

### G
- Geoffrey Walsh (1909–1999), kanadischer Generalleutnant
- George Walsh (1889–1981), US-amerikanischer Schauspieler
- Gerald Thomas Walsh (1942–2025), US-amerikanischer Geistlicher, Weihbischof in New York
- Gianfranco Walsh (* 1970), deutscher Betriebswirt und Hochschullehrer
- Gretchen Walsh (* 2003), US-amerikanische Schwimmerin
- Gwynyth Walsh (* 1955), kanadische Schauspielerin

### H
- Hayden Walsh Jr. (* 1992), antiguanisch-amerikanischer Cricketspieler der West Indies
- Helen Walsh (Schriftstellerin) (* 1977), britische Schriftstellerin
- Helen Richardson-Walsh (* 1981), britische Feldhockeyspielerin
- Hugh Sleight Walsh (1810–1877), US-amerikanischer Politiker

### I
- Ian Walsh (Rugbyspieler) (1933–2013), australischer Rugbyspieler
- Ian Walsh (Fußballspieler) (* 1958), walisischer Fußballspieler
- Imogen Walsh (* 1984), britische Ruderin

### J
- J. D. Walsh (John Douglas Walsh; * 1974), US-amerikanischer Schauspieler, Drehbuchautor und Filmproduzent
- J. T. Walsh (eigentlich James Patrick Walsh; 1943–1998), US-amerikanischer Schauspieler
- Jack Walsh (1933–2014), US-amerikanischer Schauspieler
- James Walsh (Eishockeyspieler) (1897–1959), kanadischer Eishockeytorwart
- James Walsh (Musiker) (* 1980), englischer Singer-Songwriter
- James Walsh (Schwimmer) (* 1986), philippinischer Schwimmer
- James J. Walsh (Politiker, 1858) (1858–1909), US-amerikanischer Politiker
- James J. Walsh (Historiker) (1865–1942), US-amerikanischer Historiker
- James J. Walsh (Politiker, 1880) (1880–1948), irischer Politiker (Sinn Féin, Cumann na nGaedheal)
- James Morgan Walsh (1897–1952), australischer Schriftsteller
- James Patrick Walsh, eigentlicher Name von Jim Walsh (Basketballspieler) (1930–1976), US-amerikanischer Basketballspieler
- James Patrick Walsh, eigentlicher Name von J. T. Walsh (1943–1998), US-amerikanischer Schauspieler
- James T. Walsh (* 1947), US-amerikanischer Politiker (New York)
- Jeffrey Walsh (* 1965), US-amerikanischer Geistlicher, römisch-katholischer Bischof von Gaylord
- Jerry Walsh (1938–1992), irischer Rugby-Union-Spieler
- Jessica Walsh (* 1986), amerikanische Designerin, Art-Direktorin, Illustratorin und Pädagogin
- Jill Walsh (1965–2012), US-amerikanische Sängerin und Songwriterin
- Jill Paton Walsh (1937–2020), britische Schriftstellerin
- Jim Walsh (Basketballspieler) (James Patrick Walsh; 1930–1976), US-amerikanischer Basketballspieler
- Jim Walsh (Politiker) (* 1947), irischer Politiker (Fianna Fáil)
- Jimmy Walsh (Boxer) (1880–1964), US-amerikanischer Boxer
- Jimmy Walsh (Fußballspieler, 1901) (James Arthur Walsh; 1901–1971), englischer Fußballspieler
- Jimmy Walsh (Fußballspieler, 1930) (James Walsh; 1930–2014), schottischer Fußballspieler
- Jimmy Walsh (Fußballspieler, 1954) (James Thomas Patrick Walsh; * 1954), englischer Fußballspieler
- Joan Walsh (Journalistin) (Joan Maureen Walsh; * 1958), US-amerikanische Journalistin
- Joan Brosnan Walsh (1938–2009), irische Schauspielerin
- Joan E. Walsh (Joan Eileen Walsh; 1923–2017), britische Mathematikerin und Hochschullehrerin
- Joe Walsh (Politiker, 1943) (1943–2014), irischer Politiker (Fianna Fáil)
- Joe Walsh (* 1947), US-amerikanischer Rock-Gitarrist
- Joe Walsh (Politiker, 1961) (* 1961), US-amerikanischer Politiker
- John Walsh (Musikverleger) (1665–1736), englischer Musikverleger
- John Walsh (Naturforscher) (1726–1795), britischer Naturforscher und Politiker
- John Walsh (Erzbischof) (1830–1898), kanadischer römisch-katholischer Erzbischof
- John Walsh (Kunsthistoriker) (* 1937), US-amerikanischer Kunsthistoriker
- John Walsh (Moderator) (* 1945), US-amerikanischer Fernsehmoderator
- John Walsh (Politiker) (* 1960), US-amerikanischer Politiker
- John C. Walsh, US-amerikanischer Regisseur und Drehbuchautor
- John Douglas Walsh (* 1974), US-amerikanischer Schauspieler, Drehbuchautor und Filmproduzent, siehe J. D. Walsh
- John E. Walsh (Statistiker) (1919–1972), US-amerikanischer Statistiker
- John E. Walsh (Autor) († 2015), US-amerikanischer Autor
- John P. Walsh (1856–1925), irischer Politiker
- John R. Walsh (1913–1975), US-amerikanischer Politiker
- Joseph Walsh (Politiker) (1875–1946), US-amerikanischer Politiker
- Joseph Walsh (Erzbischof) (1888–1972), irischer Geistlicher und Erzbischof von Tuam
- Joseph Charles Walsh (1868–1960), kanadischer Politiker
- Joseph L. Walsh (1895–1973), US-amerikanischer Mathematiker
- Joseph W. Walsh (* 1943), US-amerikanischer Politiker
- Judy Walsh (1930–2006), US-amerikanische Schauspielerin
- Julian Walsh (* 1996), japanisch-jamaikanischer Sprinter
- June Walsh (* um 1940), australische Badmintonspielerin

### K
- Kate Walsh (Politikerin) (1947–2007), irische Politikerin (Progressive Democrats)
- Kate Walsh (Schauspielerin) (* 1967), US-amerikanische Schauspielerin
- Kate Walsh (Musikerin) (* 1983), britische Musikerin
- Kate Richardson-Walsh (* 1980), britische Feldhockeyspielerin
- Katherine Strnad-Walsh (1946–2011), irische Historikerin
- Katie Walsh (* 1984), stellvertretende Chefin des Stabes des Weißen Hauses unter US-Präsident Donald Trump
- Kay Walsh (1911–2005), britische Tänzerin und Schauspielerin
- Keira Walsh (* 1997), britische Fußballspielerin
- Kenneth Walsh (* 1945), US-amerikanischer Schwimmer
- Kerri Walsh Jennings (* 1978), US-amerikanische Beachvolleyballspielerin
- Kevin J. Walsh (* 1975), US-amerikanischer Filmproduzent und Schauspieler
- Kimberley Jane Walsh (* 1981), britische Sängerin, siehe Girls Aloud

### L
- Laura Walsh (* 1990), deutsche Volleyballspielerin
- Lauren Walsh, US-amerikanische Schauspielerin
- Lawrence E. Walsh (1912–2014), US-amerikanischer Jurist und Politiker
- Liam Walsh (Boxer) (* 1986), englischer Boxer
- Liam Walsh (Radsportler) (* 2001), australischer Radsportler
- Liam Walsh (Fußballspieler) (* 1997), englischer Fußballspieler
- Liam Walsh (Hurler) (* 1963), irischer Hurler
- Liam Walsh (Rugbyspieler) (1998–2021), Rugbyspieler
- Louis Walsh (* 1952), irischer Bandmanager
- Louis Sebastian Walsh (1858–1924), US-amerikanischer Geistlicher, Bischof von Portland

### M
- M. Emmet Walsh (Michael Emmet Walsh; 1935–2024), US-amerikanischer Schauspieler
- Maiara Walsh (* 1988), US-amerikanische Schauspielerin
- Maria Walsh (Politikerin) (* 1987), irische Politikerin (FG), MdEP
- María Elena Walsh (1930–2011), argentinische Schriftstellerin und Journalistin
- Mark Walsh (* 1965), englischer Dartspieler
- Martin Walsh (* 1955), britischer Filmeditor
- Marty Walsh (Eishockeyspieler) (Martin Joseph Walsh; 1883–1915), kanadischer Eishockeyspieler
- Marty Walsh (Musiker) (Martin Kevin Walsh; * 1952), US-amerikanischer Gitarrist, Komponist und Produzent
- Marty Walsh (Politiker) (Martin Joseph Walsh; * 1967), US-amerikanischer Politiker
- Mary Walsh (Politikerin) (1929–1976), irische Politikerin
- Mary Walsh (Schauspielerin) (* 1952), kanadische Schauspielerin
- Matt Walsh (Komiker) (* 1964), US-amerikanischer Komiker, Schauspieler und Drehbuchautor
- Matt Walsh (Basketballspieler) (* 1982), US-amerikanischer Basketballspieler
- Matt Walsh (Journalist) (* 1986), US-amerikanischer Alternativmedienbetreiber
- Maurice Walsh (1879–1964), irischer Schriftsteller
- Megan Walsh (Fußballspielerin) (* 1994), irisch-englische Fußballtorhüterin
- Megan Walsh (Sängerin) (* 1997), irische Sängerin
- Megan Walsh (Ruderin) (* 1983), US-amerikanische Ruderin
- Michael Walsh (Politiker) (1810–1859), US-amerikanischer Politiker
- Michael Walsh (General) (1927–2015), britischer Generalmajor und Pfadfinderfunktionär
- Michael Walsh (Musikkritiker) (* 1949), US-amerikanischer Musikkritiker und Schriftsteller
- Michael Walsh (Fußballspieler) (* 1986), englischer Fußballspieler
- Michael F. Walsh (1894–1956), US-amerikanischer Jurist und Politiker
- Michael H. Walsh (1942–1994), amerikanischer Manager
- Michaela Walsh (Bankmanagerin), US-amerikanische Bankmanagerin
- Michaela Walsh (Boxerin) (* 1993), nordirische Boxerin
- Michaela Walsh (Leichtathletin) (* 1998), irische Hammerwerferin und Kugelstoßerin
- Mickey Walsh (* 1954), irischer Fußballspieler
- Miguel Walsh (* 1987), argentinischer Mathematiker
- Mike Walsh (Eishockeyspieler, 1962) (* 1962), US-amerikanischer Eishockeyspieler
- Mike Walsh (Rennfahrer), kanadischer Motorradrennfahrer
- Mike Walsh (Eishockeyspieler, 1980) (* 1980), US-amerikanischer Eishockeyspieler
- Mike Walsh (Eishockeyspieler, 1983) (* 1983), US-amerikanischer Eishockeyspieler

### N
- Niamh Walsh (* 1988), irische Schauspielerin
- Nick Walsh (* 1990), schottischer Fußballschiedsrichter
- Nicolas Eugene Walsh (1916–1997), US-amerikanischer römisch-katholischer Geistlicher, Weihbischof in Seattle

### O
- Orla Walsh (* 1989), irische Radsportlerin

### P
- Pat Walsh (Rugbyspieler) (1936–2007), neuseeländischer Rugby-Union-Spieler
- Pat Walsh (Anwalt) (* 1941), australischer Anwalt und Menschenrechtsaktivist
- Patrick Walsh (Politiker) (1840–1899), irisch-US-amerikanischer Politiker
- Patrick Walsh (Bischof) (1931–2023), irischer Geistlicher, Bischof von Down und Connor
- Patrick Craig Walsh (* 1938), US-amerikanischer Urologe und Chirurg
- Patrick G. Walsh (auch Peter Walsh; 1923–2013), britischer Altphilologe
- Patrick M. Walsh (* 1955), US-amerikanischer Admiral
- Paul Walsh (Historiker) (1885–1941), irischer Priester und Historiker
- Paul Walsh (Fußballspieler) (* 1962), englischer Fußballspieler
- Paul Henry Walsh (1937–2014), US-amerikanischer Weihbischof
- Paul S. Walsh (* 1955), englischer Geschäftsmann
- Peter Walsh, Pseudonym von Joseph W. Sarno (1921–2010), US-amerikanischer Regisseur
- Peter Walsh (Politiker) (1935–2015), australischer Politiker
- Peter Walsh (Basketballspieler) (* 1954), australischer Basketballspieler
- Peter Walsh (Produzent) (* 1960), britischer Musikproduzent und Tontechniker

### R
- Raoul Walsh (1887–1980), US-amerikanischer Filmregisseur
- Rita Walsh, australische Filmproduzentin
- Robert Walsh (1772–1852), irisch-britischer Kleriker und Schriftsteller
- Robert Walsh (Diplomat) (1785–1859), US-amerikanischer Diplomat und Publizist
- Robert J. Walsh (1947–2018), US-amerikanischer Komponist
- Rodolfo Walsh (1927–1977), argentinischer Schriftsteller und Journalist
- Rose Conway-Walsh, irische Politikerin

### S
- Sandy Walsh (* 1995), indonesischer Fußballspieler
- Sarah Walsh (* 1983), australische Fußballspielerin
- Seán Walsh (1925–1989), irischer Politiker
- Sharon Walsh-Pete (* 1952), US-amerikanische Tennisspielerin
- Sheila Walsh (Sängerin) (* 1956), britische Sängerin, Songschreiberin, Predigerin, Autorin und Talkshow-Moderatorin
- Sheila Frances Walsh (geborene O’Nions; 1928–2009), britische Autorin von Liebesromanen, auch unter dem Pseudonym Sophie Leyton
- Stephen Walsh (Politiker) (1859–1929), britischer Politiker, Unterhausabgeordneter
- Steve Walsh (Produzent) (* 1944), britischer Filmproduzent
- Steve Walsh (Musiker) (* 1951), US-amerikanischer Sänger und Keyboarder
- Steve Walsh (Fußballspieler) (* 1964), englischer Fußballspieler
- Steve Walsh (Footballspieler) (* 1966), US-amerikanischer American-Football-Spieler und -Trainer
- Steve Walsh (Schiedsrichter) (* 1972), neuseeländischer Rugby-Union-Schiedsrichter
- Susan Walsh (* 1962), US-amerikanische Schwimmerin

### T
- Tahir Walsh (* 1994), antiguanischer Leichtathlet
- Terry Walsh (* 1953), australischer Hockeyspieler und -trainer
- Thomas Walsh (Bischof) (1776–1849), britischer Geistlicher, Bischof von Cambysopolis
- Thomas Walsh (Politiker) (1901–1956), irischer Politiker
- Thomas Walsh  (Autor) (1908–1984), US-amerikanischer Schriftsteller
- Thomas Walsh (Skirennläufer) (* 1995), US-amerikanischer Skisportler
- Thomas J. Walsh (1859–1933), US-amerikanischer Politiker
- Thomas Joseph Walsh (1873–1952), US-amerikanischer Geistlicher, Erzbischof von Newark
- Thomas Yates Walsh (1809–1865), US-amerikanischer Politiker
- Toby Walsh (* 1964), britischer Informatiker und Hochschullehrer
- Tom Walsh (Footballtrainer) (* 1949), US-amerikanischer American-Football-Trainer
- Tom Walsh (Eishockeyspieler) (* 1983), US-amerikanischer Eishockeyspieler
- Tom Walsh (Fußballspieler) (* 1996), schottischer Fußballspieler
- Tom Walsh (Squashspieler) (* 1999), englischer Squashspieler
- Tomas Walsh (* 1992), neuseeländischer Leichtathlet

### V
- Victoria Zinde-Walsh (* 1945), kanadische Wirtschaftswissenschaftlerin

### W
- Walter Walsh (Schriftsteller) (1847–1912), englischer Schriftsteller
- Walter Walsh (Sportschütze) (1907–2014), US-amerikanischer Sportschütze, Olympiasieger 1948 und FBI-Mitarbeiter
- William Walsh (Erzbischof) (1804–1858), irischer Geistlicher, Erzbischof von Halifax
- William Walsh (Politiker) (1828–1892), US-amerikanischer Politiker (Maryland)
- William Walsh (Fußballspieler) (1895–1958), englischer Fußballspieler
- William F. Walsh (1912–2011), US-amerikanischer Politiker (New York)
- William Joseph Walsh (1885–1921), irischer Geistlicher, Erzbischof von Dublin
- William Legh Walsh (1857–1938), kanadischer Politiker
- Willie Walsh (1935–2025), irischer Geistlicher, Bischof von Killaloe